# Mercedes (Uruguai)
Mercedes é uma cidade do Uruguai, capital do departamento de Soriano.
A cidade está localizada ao norte do departamento de Soriano, na margem esquerda do Rio Negro, no cruzamento das rotas nacionais 2, 21 e 14.

## História
Foi fundada em 1788, pelo Padre Manuel Antonio de Castro e Careaga, com o nome de Nova Capela da Misericórdia.
Perto desta cidade, onde sob a liderança de Pedro Viera e Venancio Benavidez, ocorreu o chamado Grito de Ascencio, um evento que levou à revolução oriental. Então, o líder e chefe militar Artigas, estabeleceu seu quartel-general na atual escola Nossa Senhora do Horto, e de frente para lá, no atual Plaza Independencia, emitiu a Proclamação de Mercedes em 11 de abril de 1811.
Foi declarada uma cidade e capital do departamento de Soriano em 6 de Julho de 1857, sendo precedida por Villa Soriano.
Em 1857, começou a operar o primeiro teatro na cidade e o primeirao departamento de jornal circulou em todo o interior do Uruguai, que foi realizado pelos Irmãos de Maria e pela Sociedade La Constancia. Durante as revoluções de 1863-1865 e 1870-1872, a cidade sofreu sucessivas ocupações. Finalmente, após a década de 1870, a paz veio para a cidade, o que levou ao crescimento desta. No início do ano 1890, chegou na área um grande afluxo de imigrantes, principalmente de origem italiana, que passaram a dedicar-se ao comércio e a ocupações nas fazendas da região. Esses imigrantes foram agrupados no atual bairro  Italia Chico, em torno da Sociedade Italiana. O porto de Mercedes - que tinha sido construído em 1867 por Maximo Perez - permitiu a chegada de um grande número de navios de carga, vindos especialmente a partir de Buenos Aires, de onde desembarcavam diversos produtos comerciais, bem como o turismo, que foi atraído pela fama de saudável do rio Negro.
Em 1868 a cidade sofreu uma epidemia de cólera, que vitimou um quarto de sua população. Esta epidemia foi seguida em 1883, pela varíola. Durante esses anos, a cidade teve quatro charqueadas, além de quatro cervejarias, serrações vários estaleiros, fábricas de velas e sabonetes, funileiros e alguns ourives e ferreiros. Este número considerável de indústrias foi favorecido pelo afastamento de Mercedes sobre Montevidéu.
A crise de 1890 também afetou Mercedes e todo o departamento de Soriano, quando a moeda foi desvalorizada em 60%, havendo atraso no pagamento de salários, perda de um número significativo de ovelhas e extinção de praticamente toda a indústria. No entanto, no início do século XX, vários níveis de desenvolvimento passaram a ser vistos na cidade, incluindo o advento do telégrafo, luz elétrica e cinema. Em 1901, a estrada de ferro que ligava a cidade à Montevidéu passou a ser construída, com o passeio sobre o Rio Negro também sendo construído e, finalmente, a igreja levantou suas duas torres. No momento em que parou de operar muitas indústrias caseiras que tinha se proliferado na segunda metade do século passado, começou a surgir a partir de 1940 algumas empresas, como a fábrica de papel Pamer, uma usina de pasteurização de produção de leite e produtos lácteos, alguns moinhos, olarias, serrarias, fundições, produtos de carne de porco e uma grande usina de beterraba, que trouxe emprego para um número significativo de trabalhadores. Desde 1930, com a construção da Via 2 e o início do transporte de passageiros por autocarro, a ligação com a capital nacional, Montevidéu, foi reforçada.
Hoje, todos estes acontecimentos históricos são lembrados através do emblemático "Gaucho de Asencio" um monumento significativo criado pelo escultor uruguaio José Luis Zorrilla de San Martin, e localizado em sua localização atual desde 1942, sendo declarado Patrimônio Histórico Nacional em 1976.

## Demografia
| Ano    | Habitantes                              |
| ------ | --------------------------------------- |
| 1908   | 15.667                                  |
| 1963   | 31.325                                  |
| 1975   | 24.518                                  |
| 1985   | 36.701                                  |
| 1996   | 39.320                                  |
| 2004   | 42.032                                  |
| 2011   | 41.975                                  |
| Fonte: | Instituto Nacional de Estatística (INE) |

De acordo com o censo de 2011, a cidade de Mercedes tinha uma população de 41 975 habitantes.

## Economia
Mercedes é o centro comercial de uma importante região agrícola, que destaca as indústrias e serviços relacionados a esta atividade. Também está localizado na cidade a fábrica de papelão Pamer.

## Cultura
Mercedes tem uma rica história cultural, fortemente impulsionada pelas ligações que tinha com a cidade de Buenos Aires através do rio Negro. Entre os seus muitos artistas, destacam-se Carlos Federico Sáez e Pedro Blanes Viale, sendo capaz de apreciar algumas de suas obras na Pinacoteca Eusebio Gimenez.
Desde 2007 é realizado um "Jazz Street", festival anual de jazz, com músicos tanto do Uruguai quanto da Argentina, Brasil, Cuba e Estados Unidos. Isto criou um grande impacto cultural para a região.

## Lugares de interesse

### Castelo Mauá

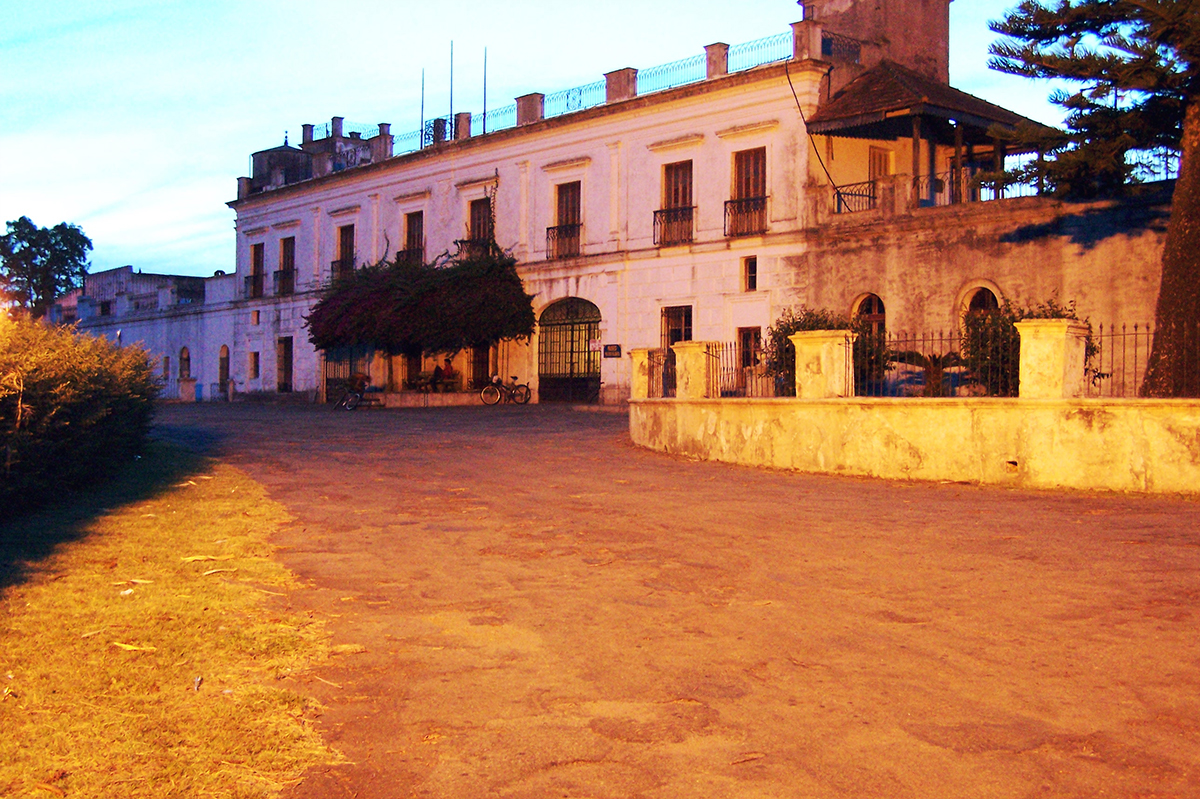
Vista da Estância do Barão de Mauá, em Mercedes.

É um dos principais vestígios que restam da empresa do Barão de Mauá no Uruguai. Esta é a cidade de propriedades de estadia prolongada que o empregador adquiriu no departamento de Soriano, entre 1857 e 1859, como apoio financeiro ao Banco Mauá, que abriu ao mesmo tempo em Montevidéu. O edifício está localizado a oeste da cidade de Mercedes, a poucos metros do Rio Negro. O edifício tem a estrutura clássica, típica das zonas rurais, e é construído em torno de um grande pátio retangular. Este edifício abriga o Museu Paleontológico Alejandro Berro.

### Orla do rio Negro
Esta cidade tem uma grande atração turística para os amantes da vela, com mais de 10 nascentes localizadas em pontos estratégicos ao longo da costa de Mercedes. Visitantes anualmente, principalmente da Argentina e Brasil, costumam visitar o local. Harbour Island está ligada por uma passarela para a cidade camping "o Hum", pertencente ao município de Soriano, onde se tem vários serviços e instalações localizadas.
Uma de suas principais atrações é o belo passeio marítimo com espaços verdes, o que é muito popular com os moradores locais. Sua origem data de 1912, é caracterizada por ser enjardinada em estilo francês, podendo ser encontradas várias espécies de plantas: amoreiras, pinho, pinheiros, ceibos, ibirapitás, loureiros, roseiras e palmeiras. Ele também tem uma grande variedade de esculturas, estátuas, bustos e estelas que ornamentam.
Na margem do rio também está localizado o Remadores do Clube Mercedes, instituição tradicional, que organiza corridas sobre o rio Negro, e também a poucos metros do histórico clube de pesca da ponte "O Ayuí", conhecida por suas vistas para o rio e zonas de piquenique e refeições.

### Pinacoteca Eusebio Giménez
Está localizada no segundo andar do que é conhecido como Biblioteca Municipal. Contém obras de autores locais, como Pedro Figari, Jose Cuneo, Carlos Federico Sáez, mais impressionistas europeus, e até mesmo pinturas do século XII.

## Transportes
A cidade está ligada a várias cidades vizinhas, através de serviços regulares de ônibus. Eles partem e chegam na estação de ônibus, localizado na parte sul da cidade, em frente à Praça Artigas.
A cidade é servida por quatro rotas domésticas:
- Rota 2: comunica com as cidades de Fray Bentos, Cardona e Rosario para Montevidéu e se conecta com a Rota 1.
- Rota 14: liga as cidades de Trinidad e Durazno.
- Rota 21: conecta com as cidades de Dolores, Nueva Palmira, Carmelo e Colonia.
- Rota 95: Extremidade 3 km ao sul da cidade, com Rota 21 e é destinada para a cidade de Villa Soriano.

A cidade também conta com um aeroporto, o Aeroporto Ricardo Detomasi.